# 김철주 (1957년)
김철주(金喆柱, 1957년 10월 5일~)는 대한민국의 정치인이다. 제45·46대 전라남도 무안군수(민선 5·6기)를 지냈다. 본관은 나주이며, 전라남도 무안군 출생이다. 2016년 12월 22일에 더불어민주당을 탈당하고, 그 후 2016년 12월 26일에 국민의당에 입당했다.

## 학력
- 1964.03~1970.02 몽탄북국민학교 졸업
- 1970.03~1973.02 목포제일중학교 졸업
- 1973.03~1976.02 목포고등학교 졸업
- 1976.03~1980.02 조선대학교 약학대학 약학과 학사 졸업

### 비학위 수료
- 2013~2015 초당대학교 대학원 사회복지학과 사회과학 석사 수료

## 경력
- 제2대 전라남도 교육위원회 교육위원
- 전라남도 약사회 부회장
- 무안군 청년회의소 회장
- 무안군 연청회 회장
- 새정치국민회의 무안군 지구당 사무국장
- 새천년민주당 무안군 지구당 사무국장
- 전라남도 건축분쟁조정위원회 위원
- 남악신도시 건설자문위원회 위원
- 광주·전남 지역혁신협의회 지방산업위원회 위원
- 전라남도 과학기술진흥협의회 의원
- 민주당 전라남도 사무처장
- 2004.06~2006.06 제7대 전라남도의회 의원
- 2006.07~2010.03 제8대 전라남도의회 의원
- 전남도당 평생학습대책특별위원회 위원장
- 전라남도 교육청 비서실장
- 무안군 약사회 회장
- 법제처 국민법제관
- 전남약국 대표
- 2012.04~2014.06 제45대 전라남도 무안군수(민주통합당 → 민주당 → 새정치민주연합)
- 2014.07~2018.04 제46대 전라남도 무안군수(새정치민주연합 → 더불어민주당 → 무소속 → 국민의당 → 바른미래당)

## 수상
- 2015.12 제5회 대한민국 CEO 리더십 대상 가치창조 부문 대상

## 논란

### 이례적인 국민의당 환영식 관련 뒷말
김철주 무안군수가 더불어민주당을 탈당하고 국민의당에 입당하자 공직선거법 위반 사건 재판으로 직위가 위태로운 영암·무안·신안 지역구 박준영 의원의 지역위원회 사무소에서는 입당 환영식까지 예정되어 있어 뒷말이 나오고 있다. 이례적인 입당 환영식을 두고는 외견상 국민의당이 박준영 의원이 의원직 상실시 잠재적 후계자로 김철주 군수를 낙점하고 띄워주기에 나선 것이라는 반응이 나오고 있다. 이에 국민의당은 "무안공항을 경유하는 호남고속철 2단계 사업추진 성과를 주민에게 설명하려던 차에 김 군수가 입당했다기에 서로 얼굴도 보고 환영하려던 것"으로 재선거와는 관련이 없다고 해명하였다.

### 뇌물수수 혐의
광주지검 목포지청(지청장 김국일)은 제3자 뇌물취득과 뇌물수수 혐의로 김철주 무안군수에 대한 사전구속 영장을 청구했다고 2017년 4월 1일 밝혔다. 김철주 군수는 토지측량과 경계설정 등 지적재조사 과정에서 편의를 봐주는 대가로 지난 2015~2016년 사이 부하직원을 통해 업체로부터 수천만원을 받은 혐의를 받고 있다. 검찰은 김철주 군수의 영장청구에 앞서 당시 김철주 군수의 수행비서와 지적담당 공무원 등 무안군청 공무원 2명을 구속하였다. 구속영장이 발부되었고 1심에서 징역 3년 6개월에 벌금 1억원, 추징금 4,500만원을 선고받았다. 재판부는 “선출직 군수로서 청렴성이 요구됨에도 권한을 남용해 범죄를 저질렀고 뇌물 액수가 적지 않다”며 “다만 범행을 자백하고 반성하고 있고 동종전과가 없는 점, 건강이 좋지 않은 점 등을 고려했다”고 판결했다. 2018년 1월 18일 광주지법 제2형사부에서 열린 항소심에서 징역 2년 6개월, 벌금 1억원, 추징금 4500만원으로 감형되었고, 2018년 4월 10일 대법원 상고심에서 원심 판결을 확정해 군수직을 상실하였다.

## 역대 선거 결과
|  | 46.81% |

|  | 58.40% |

|  | 63.48% |

|  | 41.42% |

|  | 77.31% |